# Kampania o Nową Brytanię
Kampania o Nową Brytanię – kampania stoczona podczas II wojny światowej na Pacyfiku pomiędzy siłami alianckimi i japońskimi. Kampania została zainicjowana przez aliantów pod koniec 1943 roku jako część dużej ofensywy, której celem było zneutralizowanie ważnej japońskiej bazy w Rabaulu, największym porcie Nowej Brytanii, i została przeprowadzona w dwóch fazach od grudnia 1943 do końca wojny w sierpniu 1945 roku.
Początkowe walki na Nowej Brytanii toczyły się wokół zachodniego krańca wyspy w grudniu 1943 i styczniu 1944 roku, a siły amerykańskie (112 Pułk Kawalerii, później 1 Dywizja Marines) wylądowały na brzegu i zabezpieczyły obszar wokół Arawe oraz przylądka Gloucester. Następnie w marcu 1944 roku nastąpiło kolejne lądowanie pod Talasea, po którym doszło do niewielkich walk na wyspie. W październiku 1944 roku australijska 5 Dywizja Piechoty przejęła odpowiedzialność za wyspę od wojsk amerykańskich i w następnym miesiącu przystąpiła do lądowania w zatoce Jacquinot, po czym rozpoczęła ograniczoną ofensywę w celu zabezpieczenia linii obronnej w najcieńszym przewężeniu wyspy pomiędzy zatokami Wide i Open, za którą blokowali przeważające siły japońskie do końca wojny. Japończycy uważali kampanię na Nowej Brytanii za akcję opóźniającą i utrzymywali swoje siły skoncentrowane wokół Rabaulu w oczekiwaniu na atak naziemny w tamtym rejonie, który nigdy nie nastąpił.
Operacje na Nowej Brytanii są uważane przez historyków za sukces sił alianckich. Jednak niektórzy z nich kwestionują konieczność stoczenia tej kampanii. Ponadto australijscy historycy odnieśli się krytycznie do faktu słabego wsparcia lotniczego i morskiego przydzielonego do operacji na wyspie od października 1944 roku do końca wojny.

## Tło sytuacyjne

### Geografia
Nowa Brytania to wyspa o kształcie półksiężyca na północny wschód od Nowej Gwinei. Ma około 595 kilometrów długości, a jego szerokość waha się od około 30 do 100 kilometrów; co czyni ją największą wyspą Archipelagu Bismarcka. Wnętrze Nowej Brytanii jest górzyste, z pasmem gór wulkanicznych o wysokości przekraczającej 1800 m n.p.m. biegnących przez większą część jej długości. Wybrzeże wyspy jest poprzecinane dużą liczbą zatok.
Na wyspie panuje klimat tropikalny. W czasie II wojny światowej góry były pokryte lasem deszczowym złożonym z wysokich drzew. Nadbrzeżne równiny, które otaczają większą część wyspy, pokryte były gęstą dżunglą. Większość plaż na Nowej Brytanii była otoczona zalesionymi mokradłami, a duża liczba rzek i strumieni biegnie od źródeł w górach do morza. Wszystkie te cechy terenu znacznie skomplikowały ruch jednostek wojskowych na Nowej Brytanii. Liczba miejsc nadających się do lądowania na amfibiach była również ograniczona przez rafy koralowe, które odgradzają większość wybrzeża wyspy.
Populacja wyspy w 1940 roku została oszacowana na ponad 101 000 autochtonów oraz 4674 Europejczyków i Azjatów. Rabaul, położony na północno-wschodnim wybrzeżu Nowej Brytanii, był główną osadą na wyspie i największym miastem w Archipelagu Bismarcka. Miasto służyło jako stolica administrowanego przez Australię Terytorium Nowej Gwinei, odkąd siły australijskie zajęły tę dawną niemiecką kolonię w 1914 roku.

### Okupacja japońska
Siły japońskie zajęły Nową Brytanię w styczniu 1942 roku w ramach operacji mającej na celu zabezpieczenie Rabaulu, szybko pokonując mały garnizon australijski podczas bitwy o Rabaul. Inwazja została przeprowadzona zarówno po to, aby uniemożliwić siłom alianckim użycie tego miasta jako bazy do ataku na ważną japońską bazę na wyspie Truk na środkowym Pacyfiku, jak i w celu zdobycia Rabaulu, aby można go było wykorzystać do wsparcia potencjalnych, kolejnych ofensyw japońskich w regionie. Podczas gdy setki australijskich żołnierzy i lotników zdołało ewakuować się z wyspy pomiędzy lutym a majem, około 900 z nich zostało wziętych do niewoli, gdzie byli surowo traktowani. 500 europejskich cywilów schwytanych przez Japończyków zostało internowanych. 1 lipca 1942 roku 849 jeńców wojennych i 208 cywilów, którzy zostali schwytani na Nowej Brytanii, zginęło, gdy „Montevideo Maru” został storpedowany przez amerykański okręt podwodny w drodze do Japonii. Większość pozostałych internowanych Europejczyków została wywieziona na Wyspy Salomona, gdzie zmarli z powodu złych warunków.

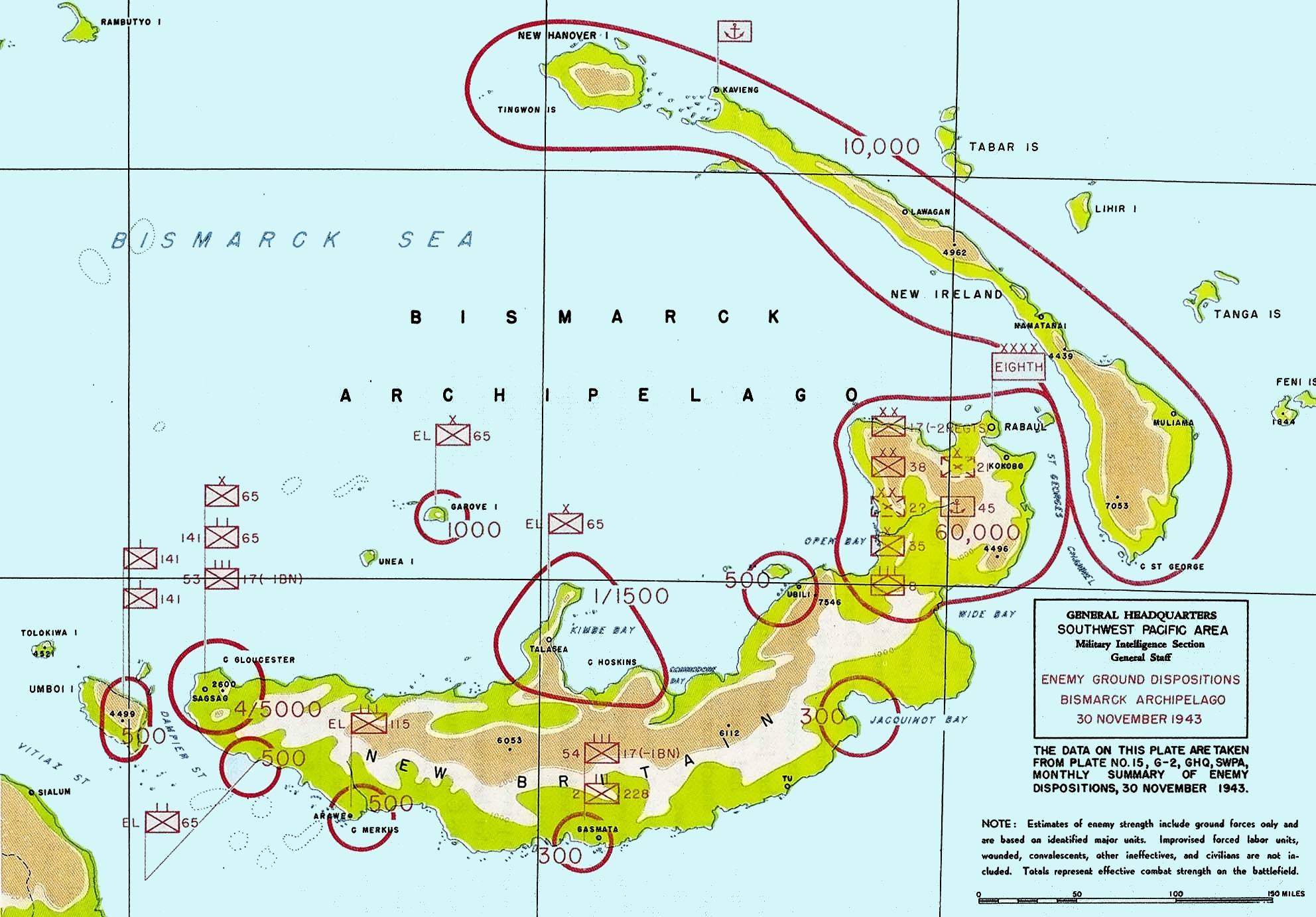
Rozmieszczenie sił japońskich na Nowej Brytanii i pobliskich wyspach w listopadzie 1943

Japońskie władze przyjęły australijski system zarządzania wyspą przez wodzów wiosek, a większość z nich zadeklarowała lojalność wobec Japończyków, aby przetrwać lub zyskać przewagę nad innymi grupami etnicznymi. Nieliczni wodzowie, którzy odmówili współpracy z Japończykami, zostali surowo ukarani, a kilku zabito. Podczas gdy europejskie kobiety i dzieci zostały ewakuowane do Australii jeszcze przed wybuchem wojny, Azjaci nie otrzymali pomocy w wyjeździe. Chińska społeczność wyspy obawiała się, że zostanie zmasakrowana przez siły japońskie, tak jak miało to miejsce w innych miejscach na Pacyfiku, ale tak się nie stało. Jednakże chińscy mężczyźni byli zmuszani do pracy jako robotnicy, niektóre kobiety zostały zgwałcone, a w kilku przypadkach zmuszone do zostania „pocieszycielkami”.
Po zajęciu wyspy Japończycy założyli dużą bazę w Rabaulu. Obiekty zlokalizowane w pobliżu miasta były atakowane przez lotnictwo alianckie od początku 1942 roku, ale operacje te generalnie kończyły się niepowodzeniem. Do połowy 1943 roku w Rabaulu zbudowano sieć czterech lotnisk mogących pomieścić 265 myśliwców i 166 bombowców w umocnionych hangarach. Więcej samolotów można było zgromadzić również na niezabezpieczonych placach. Samoloty stacjonujące w tych obiektach działały przeciwko siłom alianckim na Nowej Gwinei i Wyspach Salomona. Miasto posiadało również duży port z rozległymi dokami i zapleczem logistycznym do naprawy statków. Na składowiskach oraz w magazynach w Rabaulu i okolicach były przechowywane duże zapasy wojenne. Jednak poza rejonem Rabaulu zostało zbudowanych niewiele innych obiektów japońskich na Nowej Brytanii, jedynym wyjątkiem było wysunięte lotnisko w Gasmata na południowym wybrzeżu wyspy. Zarówno Japończycy, jak i Australijczycy utrzymywali małe grupy obserwatorów wybrzeża w różnych miejscach Nowej Brytanii; Australijczycy byli cywilami, którzy zgłosili się na ochotnika do pozostania na wyspie po inwazji.
W 1943 roku na Nowej Brytanii wylądowały małe grupy personelu Allied Intelligence Bureau (AIB), w skład którego wchodziły wojska australijskie i oddziały kolonialne z Nowej Gwinei. Jednostki AIB dążyły do zbierania informacji wywiadowczych, przywrócenia australijskiej suwerenności nad wyspą i ratowania zestrzelonych lotników alianckich. Japończycy przez cały okres okupacji wyspy podejmowali wysiłki w celu wytropienia alianckich strażników wybrzeża oraz pracowników AIB i popełnili liczne zbrodnie na pomagających im cywilach. AIB również przeszkolił i wyposażył grupy miejscowej ludności, aby wciągnąć ich do walki jako partyzantów, co doprowadziło do udanej, choć mało intensywnej kampanii partyzanckiej przeciwko garnizonowi japońskiemu. Jednak wywołało to również wojnę plemienną z tymi wioskami, które oskarżano o kolaborację z Japończykami.

### Siły przeciwników
Do 1943 roku na Nowej Brytanii i pobliskiej, mniejszej wyspie, Nowej Irlandii, zgromadzono ponad 100 000 japońskich żołnierzy i cywilów. Znajdowali się oni w dyspozycji 8 Grupy Armijnej pod dowództwem gen. Hitoshiego Imamury: 17 Dywizja (11 429 personelu z chwilą zakończenia wojny); 38 Dywizja (13 108); 39 Brygada (5 073); 65 Brygada (2729); 14 Pułk (2444); 34 Pułk (1879) i 35 Pułk (1967). Razem te formacje osiągnęły siłę równą czterem dywizjom. Wojska marynarki wojennej stanowiły odpowiednik jeszcze jednej dywizji. Pod koniec wojny te japońskie siły zajmowały teren ograniczony tylko do Rabaulu i otaczającego go półwyspu Gazelle. Oddziały te nie miały wsparcia morskiego, ani powietrznego i były coraz bardziej izolowane, a ostatecznie odcięte od zaopatrzenia wskutek działań aliantów, co oznaczało, że garnizon pozostawał w dużej mierze osamotniony. Rzeczywiście, bezpośrednia komunikacja pomiędzy Rabaulem, a Japonią została zerwana w lutym 1943 roku i przywrócona dopiero po wojnie.
Natomiast wojska alianckie, wspomagane przez miejscową ludność cywilną, przez całą kampanię funkcjonowały na poziomie dywizji lub niższym; amerykańska grupa zadaniowa „Director”, która zabezpieczyła Arawe, była faktycznie pułkowym zespołem bojowym opartym na 112 Pułku Kawalerii. Później przybyła 1 Dywizja Marines, zanim wyspę przekazano 40 Dywizji Piechoty, a następnie australijskiej 5 Dywizji. Wynikało to częściowo z błędnego oszacowania wielkości sił japońskich utrzymujących wyspę, a także z szerszej strategii aliantów, która zakładała tylko ograniczone operacje na Nowej Brytanii, skupione początkowo na zajęciu i obronie lokalizacji odpowiednich dla założenia baz lotniczych, a następnie wiązaniu walką większych sił japońskich.

## Wstępne operacje

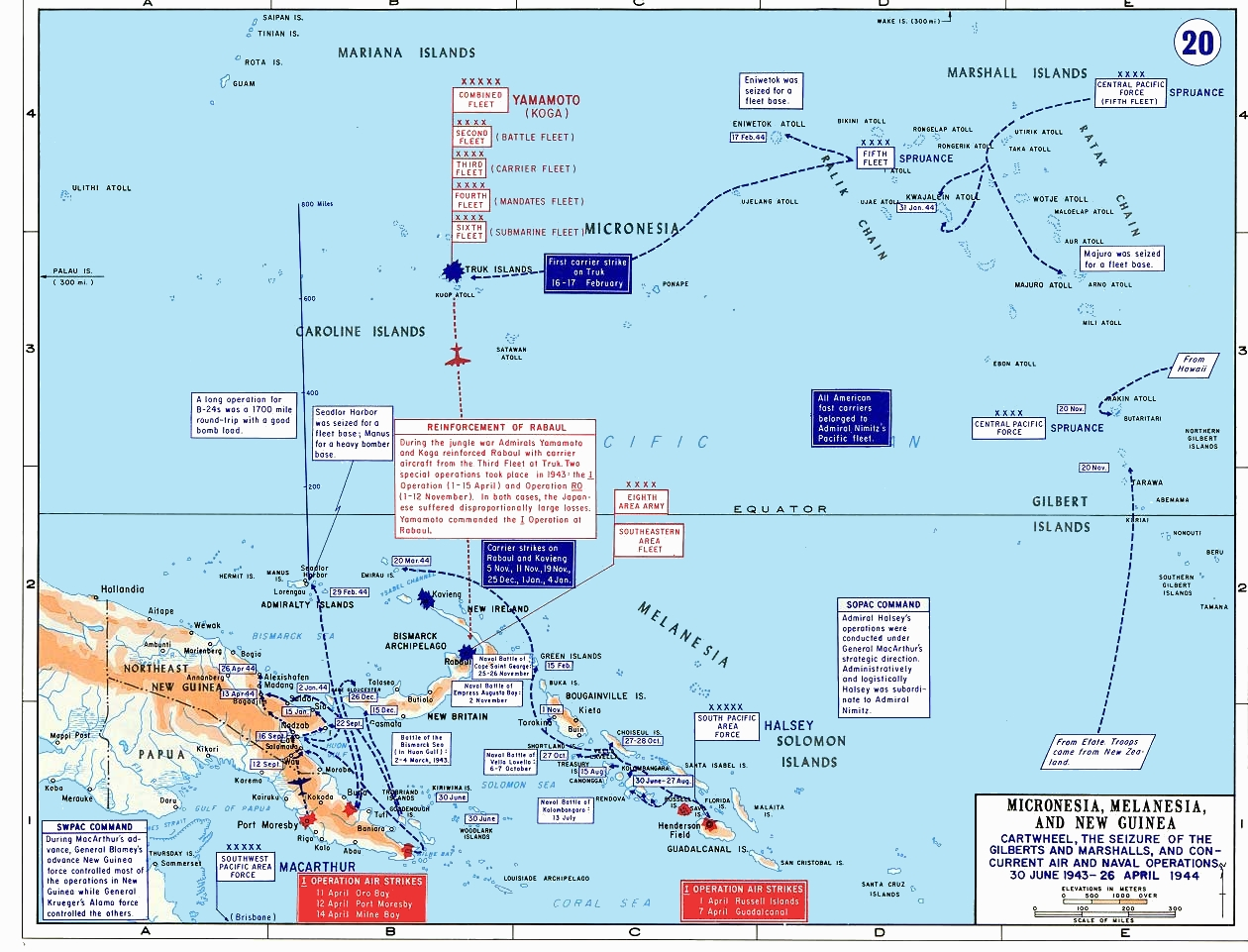
Operacje alianckie i japońskie związane z operacją Cartwheel od czerwca 1943 do kwietnia 1944

Od połowy 1942 roku alianckie plany dotyczące przyszłej ofensywy na Pacyfiku skupiały się na zdobyciu lub zneutralizowaniu Rabaulu. W lipcu 1942 roku Kolegium Połączonych Szefów Sztabów zarządziło dwuetapową ofensywę na Rabaul. Siły przydzielone do obszaru południowego Pacyfiku zostały skierowane do zajęcia Wysp Salomona, poczynając od Guadalcanal. Jednocześnie jednostki przydzielone do obszaru południowo-zachodniego Pacyfiku, dowodzone przez gen. Douglasa MacArthura, miały zabezpieczyć Lae i Salamaua na północnym wybrzeżu Nowej Gwinei. Po zakończeniu tych operacji siły z obu tych obszarów miały wylądować na Nowej Brytanii i zająć Rabaul. Plan ten okazał się jednak zbyt ambitny, ponieważ MacArthurowi brakowało sił potrzebnych do wykonania jego pierwotnych zadań. Japońska ofensywa na Port Moresby, która została odparta po kilku miesiącach ciężkich walk w kampanii o szlak Kokoda, bitwie w zatoce Milne i bitwie pod Buna–Gona, również zakłóciła plany aliantów, ale pozostawiła pod ich kontrolą terytorium potrzebne do rozpoczęcia własnej ofensywy.
Alianci ponownie przedstawili swoje plany na początku 1943 roku. Po ważnej konferencji, 28 marca Kolegium Połączonych Szefów Sztabów wydało nowy plan neutralizacji Rabaulu, który został nazwany operacją Cartwheel. Zgodnie z tym planem siły MacArthura miały założyć lotniska na dwóch wyspach u wybrzeży Nowej Gwinei, zająć rejon półwyspu Huon i wylądować w zachodniej części Nowej Brytanii. Wojska obszaru południowego Pacyfiku miały kontynuować swoją ofensywę przez Wyspy Salomona w kierunku Rabaul, kończąc lądowaniem na Wyspie Bougainville’a. Podczas gdy początkowe plany operacji Cartwheel nakazywały MacArthurowi zdobycie Rabaulu, w czerwcu 1943 roku Kolegium Połączonych Szefów Sztabów Stanów Zjednoczonych zdecydowało, że jest to niepotrzebne, ponieważ japońska baza mogła zostać zneutralizowana blokadą i bombardowaniem z powietrza. MacArthur początkowo sprzeciwiał się tej zmianie planów, ale została ona zatwierdzona przez Kolegium Połączonych Szefów Sztabów Wielkiej Brytanii i Stanów Zjednoczonych na konferencji w Quebecu w sierpniu.
Amerykańska 5 Armia Powietrzna, główna amerykańska jednostka lotnicza na przydzielona do obszaru południowo-zachodniego Pacyfiku, rozpoczęły kampanię przeciwko Rabaulowi w październiku 1943 roku. Celem ataków było uniemożliwienie Japończykom wykorzystania Rabaulu jako bazy lotniczej lub morskiej oraz zapewnienie wsparcie dla planowanego lądowania na Wyspie Bougainville’a zaplanowanego na 1 listopada, a także lądowania w zachodniej części Nowej Brytanii planowanego na grudzień. Pierwszy nalot miał miejsce 12 października i wzięło w nim udział 349 samolotów. Dalsze ataki dokonywano, gdy tylko warunki pogodowe były odpowiednie, w październiku i na początku listopada. 5 listopada dwa lotniskowce United States Navy również zaatakowały miasto i jego port. Po tym ataku Cesarska Marynarka Wojenna zaprzestała używania Rabaulu jako bazy dla swojej floty. Kampania przeciwko Rabaulowi została zintensyfikowana począwszy od listopada, kiedy do ataków dołączyły jednostki lotnicze operujące z lotnisk na niedawno zdobytych wyspach w archipelagu Wysp Salomona.

## Inwazja na zachodnią Nową Brytanię

### Plany przeciwników
22 września 1943 roku Kwatera Główna MacArthura wydała rozkazy inwazji na Nową Brytanię, która została określona jako operacja Dexterity. Skierowały one amerykańską 6 Armię (która w tym czasie była zwykle określana jako Alamo Force), aby desantem morskim w rejonie przylądka Gloucester w zachodniej części Nowej Brytanii i pod Gasmatą zabezpieczyć część wyspy położoną na zachód od linii pomiędzy Gasmatą, a Talasea na północnym wybrzeżu. Dowódca lotnictwa wojsk MacArthura, gen. por. George Kenney, sprzeciwił się tej operacji, ponieważ uważał, że budowa lotnisk na przylądku Gloucester zajmie zbyt dużo czasu, biorąc pod uwagę szybkie tempo natarcia aliantów w regionie Nowej Gwinei, a istniejące lotniska były wystarczające, aby wspierać bieżące ataki na Rabaul i planowane lądowania w kolejnych lokalizacjach. Jednak gen. por. Walter Krueger, dowódca Alamo Force, a także dowódcy marynarki wojennej przy MacArthurze uważali, że konieczna jest inwazja na Nową Brytanię, aby uzyskać kontrolę nad strategiczną cieśniną Witiaz, przez którą planowano wysyłać konwoje transportujące siły alianckie do lokalizacji w zachodniej części Nowej Gwinei. Jednakże planowane lądowanie pod Gasmatą w listopadzie zostało odwołane ze względu na obawy przed umocnieniem tego rejonu przez Japończyków i bliskość lotnisk w Rabaulu, a także uznanie tego terenu za zbyt bagnisty. Zamiast tego, 21 listopada zdecydowano się zająć obszar Arawe na południowo-zachodnim wybrzeżu Nowej Brytanii, aby ustanowić tam bazę dla łodzi PT i być może odwrócić uwagę Japończyków od głównego lądowania na przylądku Gloucester. Po uwzględnieniu dostępnej ilości łodzi i okrętów oraz wsparcia powietrznego lądowanie pod Arawe zaplanowano na 15 grudnia, a na przylądku Gloucester na 26 dzień tego miesiąca.

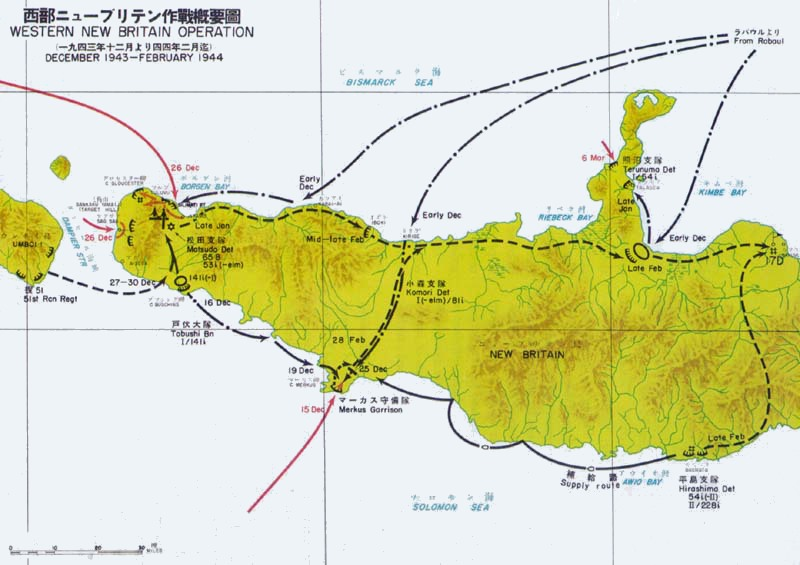
Ruchy sił japońskich w zachodniej części Nowej Brytanii pod koniec 1943 i na początku 1944 roku oraz miejsca lądowań aliantów na wyspie

Alamo Force była odpowiedzialna za opracowanie planów operacji Dexterity, przy czym prace nad nią rozpoczęły się w sierpniu 1943 roku. Dane wywiadowcze potrzebne do przygotowania tych planów pochodziły od patroli marines i Alamo Scouts, które wylądowały na Nowej Brytanii w okresie od września do grudnia 1943 roku, a także od lotniczego rozpoznania fotograficznego. Amerykańska 1 Dywizja Marines była główną formacją wybraną do lądowania na przylądku Gloucester; w połączeniu z jednostkami artyleryjskimi, transportowymi, inżynieryjnymi i logistycznymi ta grupa bojowa została nazwana Backhander Task Force. Siły wyznaczone do desantu pod Arawe zostały zbudowane wokół 112 Pułku Kawalerii, który został spieszony i służył w tej kampanii jako zwykła piechota. 112 Pułk został również powiększony o jednostki artyleryjskie i inżynieryjne, tworząc grupę bojową o nazwie Director Task Force.
Japońskie Cesarskie Dowództwo Generalne przeanalizowało sytuację strategiczną na południowo-zachodnim Pacyfiku pod koniec września 1943 roku i stwierdziło, że alianci w nadchodzących będą próbowali przedrzeć się przez północne Wyspy Salomona i Archipelag Bismarcka miesiącach w drodze na wewnętrzny obwód Japonii w zachodniej i środkowej części Pacyfiku. W związku z tym do strategicznych miejsc w rejonie zostały wysłane posiłki, aby spowolnić natarcie aliantów. W Rabaulu utrzymano silne garnizon, ponieważ wierzono, że alianci będą próbowali zdobyć miasto. W tym czasie pozycje japońskie w zachodniej części Nowej Brytanii były ograniczone do lotnisk na przylądku Gloucester na zachodnim krańcu wyspy i kilku małych przystani, które zapewniały małym, japońskim łodziom podróżującym pomiędzy Rabaulem a Nową Gwineą schronienie przed alianckimi atakami z powietrza. Ponieważ Nowa Brytania leżała daleko na wschód od „Absolutnej Strefy Obrony Narodowej”, która została przyjęta przez japońskie wojsko 15 września, ogólnym celem stacjonujących tam sił było opóźnienie postępów aliantów, aby zyskać czas na poprawę obrony regionu o większym znaczeniu strategicznym.
W październiku dowódca 8 Grupy Armijnej, gen. Imamura, przewidział, że następnym posunięciem aliantów będzie najprawdopodobniej inwazja na zachodnią cześć Nowej Brytanii. Dlatego zdecydował się na wysłanie kolejnych jednostek do tego obszaru, aby wzmocnić swój garnizon, który opierał się na 65 Brygadzie i nazwał go Matsuda Force na cześć swojego dowódcy, gen. mjr. Iwao Matsudy. 17 Dywizja została wybrana, aby dostarczyć żołnierzy do tego celu; główna część tej jednostki przybyła do Rabaulu z Chin w dniach 4 i 5 października, ponosząc blisko 1400 ofiar w wyniku ataków łodzi podwodnych i z powietrzna w drodze na Nową Brytanię. Dowódca 17 Dywizji, gen. por. Yasushi Sakai został mianowany nowym dowódcą sił japońskich w zachodniej części Nowej Brytanii, ale bataliony dywizji były rozrzucone po całym regionie, także południowej części Nowej Brytanii i Wyspie Bougainville’a.

### Arawe

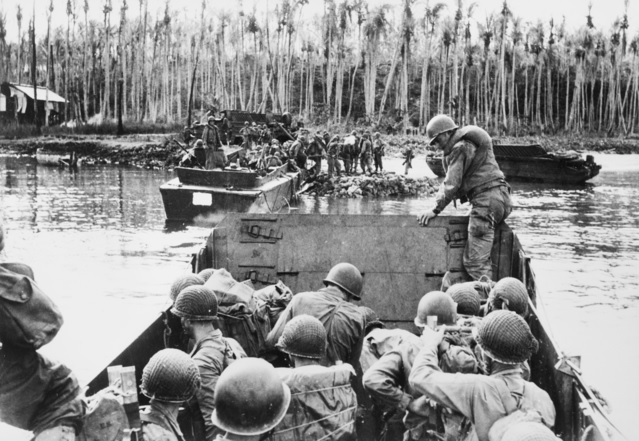
Żołnierze amerykańscy lądują w Arawe

Na potrzeby operacji Arawe, Director Task Force, pod dowództwem bryg. gen. Juliana Cunninghama, skoncentrował się na wyspie Goodenough, gdzie przeszedł szkolenie przed wejściem na pokład 13 grudnia 1943 roku. W tygodniach poprzedzających operację samoloty alianckie przeprowadziły ciężkie bombardowania na całej Nowej Brytanii, ale obszar wokół plaż wyznaczonych do lądowania został celowo ominięty aż do dnia poprzedzającego lądowanie, aby nie zaalarmować Japończyków. Statki z siłami inwazyjnymi na pokładzie przybyły z półwyspu Arawe, w pobliżu przylądka Merkus, około godz. 3:00 nad ranem 15 grudnia. Dwa małe oddziały wyruszyły niemal natychmiast pod osłoną ciemności z rozkazem zniszczenia nadajnika radiowego na wyspie Pilelo na południowym wschodzie i przecięcia ścieżki prowadzącej w kierunku półwyspu wokół wioski Umtingalu. Pomocnicze lądowanie pod Umtingalu spotkało się z silnym oporem i zostało odparte, podczas gdy lądowanie na Pilelo okazało się bardziej skuteczne, ponieważ kawalerzyści szybko pokonali niewielki oddział japoński i zabezpieczyli swój cel.
W międzyczasie, po pewnym zamieszaniu podczas schodzenia żołnierzy do łodzi desantowych, główny atak rozpoczął się po 6:25, wspierany ciężkim ostrzałem z morza i powietrza. Opór na lądzie był ograniczony, ponieważ w pobliżu przebywało bardzo niewielu Japończyków, chociaż siły pierwszego rzutu zostały ostrzelane z karabinu maszynowego, który szybko został unieszkodliwiony. Japońskie samoloty z Rabaulu przelatywały nad plażą, ale zostały przepędzone przez amerykańskie myśliwce patrolujące rejon desantu. Dalsze zamieszanie spowodowało opóźnienie we wprowadzeniu do walki sił drugiego rzutu, podczas gdy ostatnie trzy rzuty zostały pomieszane i wylądowały w tym samym czasie. Niemniej jednak amerykańscy kawalerzyści szybko zdobyli przyczółek i do popołudnia zabezpieczyli plantację Amalut i ugruntowali silną pozycję obronną u nasady półwyspu Arawe. W następnych dniach przybyły japońskie posiłki, które następnie rozpoczęły kontratak, ale Amerykanie również podciągnęli posiłki, w tym czołgi, i kontratak został odparty. W konsekwencji Japończycy wycofali się w głąb lądu w kierunku pobliskiego lotniska i walki wokół Arawe wygasły.

### Przylądek Gloucester

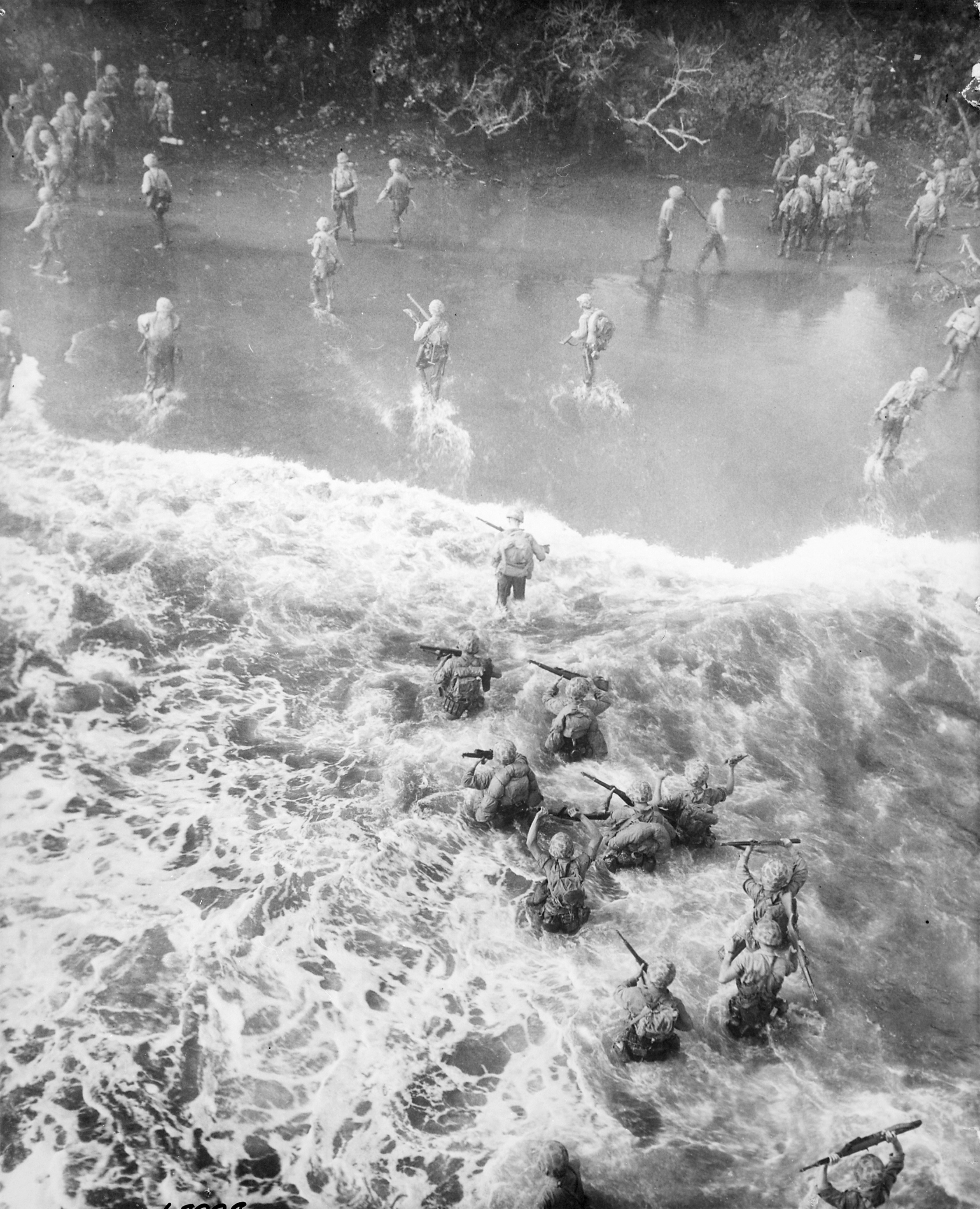
Amerykańscy marines lądujący na przylądku Gloucester na Nowej Brytanii, 26 grudnia 1943

Lądowanie na przylądku Gloucester zostało przeprowadzone 26 grudnia, po akcji dywersyjnej pod Arawe i serii desantów ćwiczebnych na przylądku Sudest kilka dni wcześniej. Do ataku w tym miejscu wybrano 1 Dywizję Marines pod dowództwem gen. mjr. Williama H. Rupertusa. Jako miejsce lądowania wyłoniono dwie plaże na wschód od lotnisk na przylądku Gloucester, które były głównym celem operacji. Dodatkowe miejsce lądowania wybrano także po przeciwnej stronie przylądka na zachód od lotnisk. Oddziały 7 Pułku Marines wyruszyły z zatoki Oro. Eskortowane przez amerykańskie i australijskie okręty wojenne z Task Force 74, zostały po drodze wzmocnione przez 1 Dywizję Marines i artylerię z 11 Pułku Marines. Już na kilka tygodni przed lądowaniem przeciwko japońskim wojskom na przylądku Gloucester zostało skierowane ciężkie bombardowanie z powietrza, które zniszczyło wiele pozycji obronnych i wpłynęło negatywne na morale obrońców. 26 grudnia, bezpośrednio przed lądowaniem, również miały miejsce zmasowane naloty amerykańskiego lotnictwa, w wyniku czego wzniósł się gęsty dym, który częściowo zasłaniał plaże. Amerykańskie lądowanie zakończyło się sukcesem, a kontrataki sił japońskich 26 grudnia zostały odparte. Następnego dnia 1 Pułk Marines ruszył na zachód, w stronę lotnisk. Po południu natarcie Amerykanów zostało powstrzymane, lecz na plaże dostarczano już posiłki. Atak został wznowiony 29 grudnia, a lotniska zostały zajęte. W ciągu pierwszych dwóch tygodni stycznia 1944 roku Amerykanie posuwali się na południe od przyczółka, aby zlokalizować i pokonać siły japońskie, które znajdowały się w okolicy. Doprowadziło to do ciężkich walk, w których japoński 141 Pułk Piechoty próbował bronić swoich pozycji na wzniesieniach. Marines ostatecznie zabezpieczyli ten obszar 16 stycznia.
Po pomyślnym lądowaniu alianci skutecznie przejęli kontrolę nad szlakami morskimi zapewniającymi łączność z Morzem Bismarcka, mając zapewnione kwatery po obu stronach cieśniny Witiaz, po wcześniejszym zdobyciu Finschhafen. W styczniu 1944 roku alianci starali się jeszcze bardziej wykorzystać swoją przewagę, rozpoczynając kolejną operację na wybrzeżu Nowej Gwinei z lądowaniem na przylądku Saidor, kiedy półwysep Huon został oczyszczony przez siły australijskie i amerykańskie. W odpowiedzi japońskie naczelne dowództwo w Rabaulu rozkazało swoim siłom wycofującym się z półwyspu Huon ominąć Saidor, po czym zaczęły one wycofywać się w kierunku Madangu.
W połowie stycznia Sakai poprosił o pozwolenie na ewakuowanie dowództwa z zachodniej części Nowej Brytanii, i zostało ono wydane przez Imamurę 21 dnia tego miesiąca. Następnie siły japońskie próbowały odłączyć się od Amerykanów i ruszyć w kierunku obszaru Talasea. Patrole marines ścigały Japończyków, w wyniku czego stoczono wiele małych potyczek w centrum wyspy i wzdłuż jej północnego wybrzeża.

#### Talasea

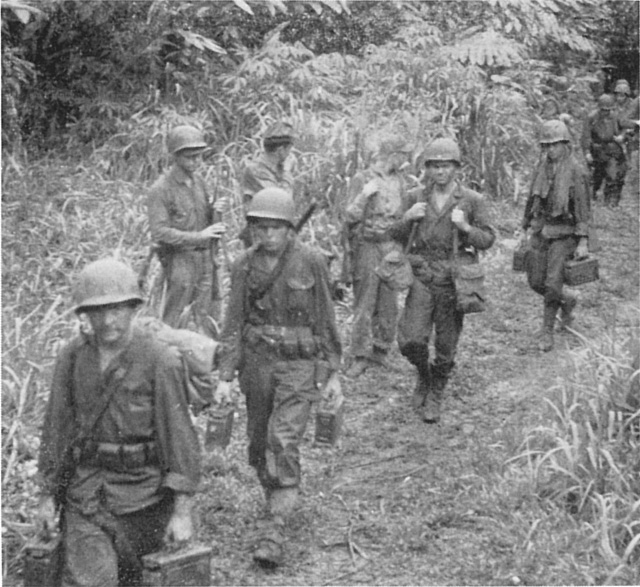
Amerykańscy marines posuwają się w stronę lądowiska Talasea

W miesiącach następujących po operacjach mających na celu zabezpieczenie Arawe i przylądka Gloucester, walki na Nowej Brytanii były ograniczone, ponieważ siły japońskie w tym okresie w dużej mierze zdecydowały się unikać konfrontacji i kontynuowały odwrót w kierunku Rabaulu. Siły amerykańskie zabezpieczyły Rooke Island w lutym 1944 roku, ale do tego czasu garnizon wyspy został już wycofany. W następnym miesiącu podjęto kolejne desanty w Talasea na półwyspie Willaumez. Operacja, pomyślana jako kontynuacja operacji odcięcia wycofujących się Japończyków, zaangażowała pułkową grupę bojową utworzoną głównie na bazie 5 Pułku Marines lądującego na półwyspie Willaumez, po zachodniej stronie wąskiego przesmyku w pobliżu plantacji Volupai. Po początkowym lądowaniu piechota morska ruszyła na wschód w kierunku pasa awaryjnego lądowania w Talasea na przeciwległym wybrzeżu. Mała grupa japońskich obrońców zatrzymała wojska amerykańskie i uniemożliwiła im szybkie natarcie, które mogło odciąć trasę odwrotu głównych japońskich sił wycofujących się z przylądka Gloucester.
Alianckie ataki na Rabaul zostały zintensyfikowane po ukończeniu budowy lotnisk na Wyspie Bougainville’a w styczniu 1944 roku. Całe miasto zostało zniszczone, wraz z dużą liczbą samolotów i okrętów. Armia japońska straciła jednak stosunkowo niewiele sprzętu, ponieważ w listopadzie jej zapasy zostały przeniesione do jaskiń wulkanicznych. Ze względu na straty marynarki wojennej Japończycy od lutego zaprzestali wysyłania do miasta dalszych jednostek pływających. Japońskie jednostki powietrzne stacjonujące w Rabaulu podjęły ostatnią próbę przechwycenia alianckiego nalotu na ten obszar 19 lutego. Następne naloty, które trwały do końca wojny, były zwalczane jedynie przez ostrzał przeciwlotniczy. W wyniku przedłużających się bombardowań miasto przestało być bazą, z której Japończycy mogliby prowadzić walkę z aliantami. Jednak było wciąż bardzo dobrze bronione przez garnizon składający się z około 98 000 ludzi oraz setki dział przeciwpancernych i przeciwlotniczych. Wokół półwyspu Gazelle zostały zbudowane rozległe fortyfikacje, tam gdzie również nierówny teren sprzyjałby obrońcom. 14 marca 1944 roku cesarska kwatera główna nakazała 8 Grupie Armijnej, aby „utrzymywała obszar wokół Rabaulu tak długo, jak to możliwe”, aby trzymać siły alianckie z dala od innych regionów.
W kwietniu 1944 roku, po zabezpieczeniu Arawe i przylądka Gloucester, amerykańska 40 Dywizja Piechoty pod dowództwem gen. mjr. Rapp Brusha przybyła, aby odciążyć marines i kawalerzystów, którzy wylądowali na wyspie w grudniu 1943 roku. Po tym wydarzeniu nastąpił okres względnego spokoju, w czasie którego siły amerykańskie i japońskie okupowały przeciwległe krańce wyspy, podczas gdy w jej centrum toczyły się akcje partyzanckie prowadzone przez siły AIB dowodzone przez Australijczyków. Patrole AIB odniosły sukces w odepchnięciu wysuniętych japońskich placówek do Ulamony na północnym wybrzeżu i do Kamandranu na południu. W połowie 1944 roku kwatera główna 8 Grupy Armijnej ponownie przeanalizowała zamiary aliantów wobec Nowej Brytanii. Chociaż do tego czasu sądzono, że alianci planują poważny atak na Rabaul, postęp sił amerykańskich w kierunku Filipin był interpretowany jako oznaka tego, że nie jest to już prawdopodobne. Zamiast tego Japończycy ocenili, że alianci będą posuwać się powoli przez Nową Brytanię w kierunku miasta i zaatakują je tylko wtedy, gdy ich kampania przeciwko wojskom japońskim na wyspie utknie w miejscu lub wejdzie w końcową fazę, albo jeśli zwiększy się liczebność wojsk australijskich na wyspie.

## Operacje australijskie

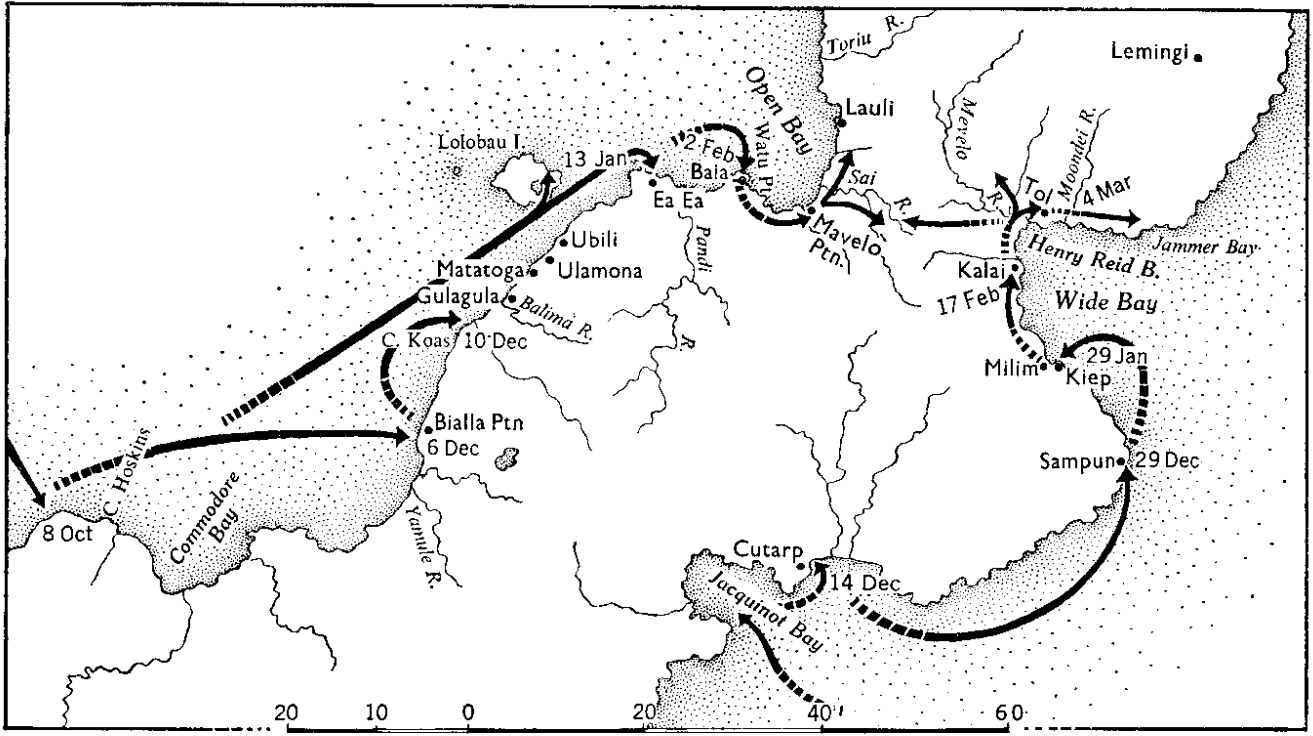
Australijskie operacje w środkowej części Nowej Brytanii od października 1944 do marca 1945

### Przeniesienie odpowiedzialności na Australijczyków
W październiku 1944 roku podjęto decyzję o przeniesieniu amerykańskiej 40 Dywizji Piechoty do walk na Filipinach, przerzucając jednocześnie odpowiedzialność za Nową Brytanię Australijczykom, zgodnie z życzeniem rządu australijskiego do wykorzystania własnych żołnierzy w celu odbicia terytorium australijskiej kolonii okupowanej przez Japończyków. Australijska 5 Dywizja Piechoty, dowodzona przez gen. mjr. Alana Ramsaya, została wybrana do przeprowadzenia tej operacji, po tym jak skoncentrowała się wokół Madangu w maju 1944 roku, po operacjach mających na celu zabezpieczenie półwyspu Huon.
W owym czasie wywiad aliancki nie doceniał japońskich sił na wyspie, wierząc, że jest tam zaledwie około 38 000 żołnierzy wroga. Chociaż była to liczba dwukrotnie zaniżona, alianckie oceny zamiarów Japończyków były bliższe rzeczywistości: planiści alianccy wierzyli, że siły Imamury przyjmą postawę obronną, pozostając w dużej mierze wewnątrz fortyfikacji, które zostały ustanowione wokół Rabaulu. W rzeczywistości japońskie siły bojowe na wyspie liczyły około 69 000 ludzi, w tym 53 000 żołnierzy armii i 16 000 żołnierzy piechoty morskiej, i chociaż znajdowali się oni głównie na półwyspie Gazelle na północ od Rabaulu, ich posterunki obserwacyjne zostały rozmieszczone aż po Awul. Z powodu rosnącej izolacji garnizonu wielu żołnierzy było zaangażowanych w uprawę ryżu i prace na roli. Z amerykańskimi enklawami w Talasea–przylądku Hoskins, Arawe i na przylądku Gloucester, obie strony były geograficznie oddzielone od siebie i przestrzegały niepisanego zawieszenia broni. Alianckie bombardowania zredukowały japońskie siły powietrzne i morskie do tego stopnia, że na wyspie pozostały tylko dwa zdolne do walki samoloty, a jedynymi japońskimi statkami, które tam pozostały, było 150 barek, które mogły przemieszczać niewielkie ilości zapasów lub żołnierzy wzdłuż wybrzeża.
Siłom Ramsaya rozkazano przeprowadzić operację powstrzymywania, mającą na celu odizolowanie garnizonu japońskiego na półwyspie Gazelle. W ten sposób Ramsay otrzymał rozkaz wywierania presji na Japończyków, jednocześnie unikając angażowania swoich sił w walki na dużą skalę. Niemniej jednak zdecydowano, że Australijczycy przeprowadzą ograniczoną ofensywę, składającą się głównie z działań patrolowych, w celu przedostania się poza zachodni kraniec wyspy, na którym pozostał garnizon amerykański. Aby to osiągnąć, australijscy dowódcy postanowili założyć dwie bazy: główną wokół zatoki Jacquinot na południowym wybrzeżu oraz dodatkową bazę na północnym wybrzeżu wokół przylądka Hoskins.

### Środkowa część Nowej Brytanii

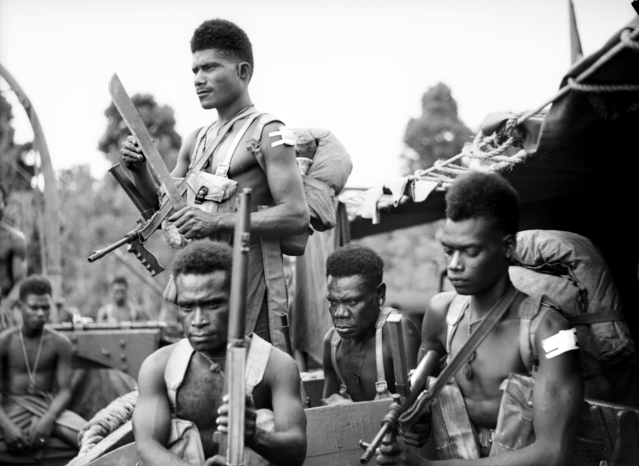
Żołnierze z 1. batalionu Piechoty Nowej Gwinei na statku transportowym w pobliżu zatoki Jacquinot, listopad 1944

Na początku października 1944 roku australijski 36. batalion piechoty wylądował na przylądku Hoskins, aby rozpocząć przejmowanie wyspy od garnizonu amerykańskiego. Na początku następnego miesiąca pozostałe elementy australijskiej 6 Brygady Piechoty wylądowały w zatoce Jacquinot. W kolejnych tygodniach wyładowano duże ilości zapasów i sprzętu, wraz z personelem pomocniczym i robotnikami, aby rozpocząć budowę takich obiektów, jak drogi, lądowisko, doki i szpital ogólny. Te prace miały potrwać do maja 1945 roku. Royal New Zealand Air Force dostarczyło później dwie eskadry myśliwców bombardujących Corsair do wsparcia australijskich operacji lądowych na wyspie, a amerykańskie łodzie desantowe z 594th Engineer Boat and Shore Regiment zapewniały wsparcie aż do przybycia Australian Landing Craft Company w lutym 1945 roku.
Ze względu na ograniczone zasoby żeglugowe, transfer 5 Dywizji został znacznie opóźniony i zakończono go dopiero w kwietniu 1945 roku. Niemniej jednak już w grudniu rozpoczęło się australijskie natarcie, z zadaniem przemieszczania się wzdłuż północnego i południowego wybrzeża w kierunku półwyspu Gazelle w celu zdobycia linii pomiędzy zatokami Wide i Open, wzdłuż której miała się koncentrować większość sił japońskich, pozostających poza rejonem Rabaulu, ok. 1600 żołnierzy rozmieszczonych na wysuniętych pozycjach. 36. batalion piechoty na początku grudnia zaczął rozszerzać swoje przyczółki wokół przylądka Hoskins, kierując się w stronę Bialla na barce; tam dwie kompanie założyły wysuniętą bazę, skąd zaczęły rozsyłać patrole na wschód. Po ustaleniu, że Japończycy wycofali się za rzekę Pandi, utworzono nową bazę pod Ea Ea, a oddziały australijskie ponownie zostały przeniesione za pomocą barki do przodu. 1. batalion piechoty Nowej Gwinei przybył w celu ich wzmocnienia w styczniu 1945 roku. Następnie Australijczycy na północnym wybrzeżu przesunęli swoje linie w kierunku zatoki Open, zakładając posterunek pod Baia i patrolując plantację Mavelo, gdzie stoczono kilka mniejszych potyczek.

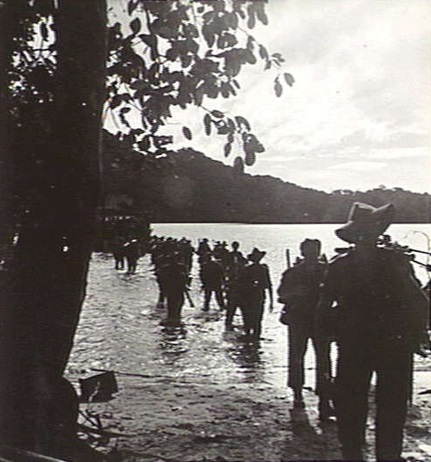
37/52. batalion piechoty schodzący na brzeg w zatoce Open, maj 1945

W tym samym czasie na południowym wybrzeżu pod koniec grudnia rozpoczęto główne natarcie w kierunku zatoki Wide. Wiązało się to z ustanowieniem wysuniętej bazy pod Milima w połowie lutego 1945 roku przez 14/32. batalion piechoty, który został przeniesiony barką przez rzekę Sampun. 15 lutego po krótkiej walce, podczas której patrol z 1. batalionu piechoty Nowej Gwinei przeprowadził udaną zasadzkę, został zdobyty Kamandran. W tym momencie japoński opór na południowym wybrzeżu zaczął narastać i w finalnej fazie natarcia Australijczycy maszerowali pieszo wokół zatoki Henry’ego Reida, aby zabezpieczyć obszar Waitavalo–Tol, który był utrzymywany przez oddziały japońskie w sile zbliżonej do batalionu.
Następnie w ciągu sześciu tygodni została stoczona seria starć mających na celu przełamanie głównych pozycji japońskich wokół góry Sugi, poczynając od ataku 19. batalionu piechoty przez rzekę Wulwut 5 marca. Pozycje wokół góry Sugi, które rozciągały się przez szereg grzbietów na zachód od Wulwut, były silnie bronione przy użyciu moździerzy, karabinów maszynowych i bunkrów, ponadto ulewny deszcz utrudniał australijskie działania. Nastąpiły zacięte walki, których kulminacją był atak 14/32. batalionu na Bacon Hill 18 marca. Po zajęciu obszaru Waitavalo–Tol w marcu i kwietniu Australijczycy dokonali wypadu w kierunku zatoki Jammer i wysłali patrole, aby połączyć jej północną i południową część. Podciągnęli także posiłki, najpierw z 13 Brygady Piechoty, a następnie z 4 Brygady, kiedy ofensywna część ich kampanii dobiegła końca. W następnych miesiącach Australijczycy zorganizowali serię patroli, których celem było utrzymanie linii wokół nasady półwyspu Gazelle, aby uniemożliwić Japończykom wyrwanie się z Rabaulu. Taki stan rzeczy trwał do końca wojny w sierpniu 1945 roku. 2/2nd Commando Squadron przeprowadził patrol, który przedostał się w pobliże Rabaulu i ocenił, że teren jest tak nierówny, iż duże japońskie jednostki nie będą w stanie przejść przez niego i zaatakować wojsk australijskich.
Mniej więcej w tym czasie nastąpiła seria zmian w dowództwie. W kwietniu gen. mjr Horace Robertson przejął dowództwo nad dywizją od Ramsaya, a następnie gen. mjr Kenneth Eather zastąpił go na początku sierpnia.

## Następstwa
Rabaul został zabezpieczony przez 29/46. batalion piechoty wchodzący w skład 4 Brygady Piechoty 6 września 1945 roku, kiedy to z japońskich obozów na wyspie zostało wyzwolonych ponad 8 000 jeńców wojennych. Straty australijskie podczas walk o Nową Brytanię od października 1944 do końca wojny były niewielkie i wyniosły 53 zabitych oraz 140 rannych; kolejnych 21 żołnierzy zmarło z powodu urazów lub chorób niezwiązanych z walką. Straty 1 Dywizji Marines sięgnęły 310 zabitych i 1083 rannych. Ponadto straty wszystkich jednostek alianckich podczas walk wokół Arawe wyniosły 118 zabitych i 352 rannych, a cztery osoby zaginęły. Całkowite straty japońskie na Nowej Brytanii i innych wyspach Archipelagu Bismarcka szacuje się na około 30 000 zabitych i zmarłych, głównie z powodu chorób i głodu.

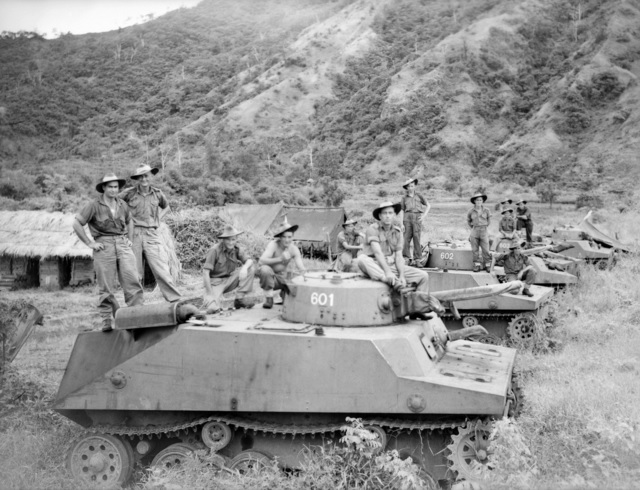
Australijscy żołnierze pozujący na zdobytych japońskich czołgach pod Rabaulem, wrzesień 1945

Podsumowując tę kampanię, historycy mają mieszane opinie co do tego, czy lądowanie Amerykanów pod Arawe, a nawet na przylądku Gloucester było konieczne. Podczas gdy według Henry’ego Shawa i Douglasa Kane’a, autorów oficjalnej historii Korpusu Piechoty Morskiej, lądowanie pod Arawe prawdopodobnie ułatwiło lądowanie na przylądku Gloucester, historyk U.S. Navy Samuel Eliot Morison twierdzi, że lądowanie pod Arawe miało „niewielką wartość”, wskazując na to, że w tym miejscu nigdy nie założono poważnej bazy morskiej i że pochłonięte przez tę operację zasoby oraz siłę ludzką można było wykorzystać gdzie indziej. Historyk U.S. Army John Miller stwierdził również, że operacje mające na celu zabezpieczenie Arawe i przylądka Gloucester „prawdopodobnie nie były istotne dla działań mających na celu zneutralizowanie Rabaulu lub dotarcie do Filipin”, podczas gdy ofensywa w zachodniej części Nowej Brytanii przyniosła pewne korzyści i kosztowała stosunkowo niewiele ofiar.
Podsumowując australijskie zaangażowanie w kampanię, australijski historyk Gavin Long napisał, że było ono niewystarczające, zwłaszcza jeśli chodzi o siły powietrzne i morskie, co opóźniło koncentrację 5 Dywizji do późnego etapu kampanii. Niezależnie od tego, Long pisze, że siły australijskie, które były stosunkowo mało doświadczone, w zestawieniu z japońskimi siłami składającymi się z około pięciu dywizji, osiągnęły niezwykły wynik w opisanych okolicznościach. Lachlan Grant również dochodzi do podobnego wniosku, podkreślając niewielkie ofiary, które zostały poniesione w kampanii w porównaniu ze stratami w innych miejscach, takich jak Aitape–Wewak. Emerytowany generał John Coates ocenił, że „pod wieloma względami australijskie operacje na Nowej Brytanii były klasyczną kampanią powstrzymywania”, ale podkreślił niewystarczające wsparcie powietrzne i morskie, które zostało przeznaczone głównie na kampanię o Borneo. Peter Charlton również uważa australijskie operacje za udane, ale krytycznie odnosi się zarówno do decyzji o rozmieszczeniu 5 Dywizji przeciwko znacznie potężniejszym siłom japońskim, jak i ograniczonego wsparcia udzielonego kampanii lądowej.
Taktyka obronna japońskiego dowódcy Imamury była prawdopodobnie czynnikiem zapewniającym powodzenie działań powstrzymujących prowadzonych przez znacznie mniejsze siły australijskie. Według japońskiego historyka Kengoro Tanaki, Imamura otrzymał rozkaz zachowania swoich sił do czasu osiągnięcia wspólnego działania z Cesarską Marynarką Wojenną i dlatego zdecydował się rozmieścić tylko niewielką część swoich żołnierzy przed fortecą Rabaul. Eustace Keogh zgadza się z tą oceną, argumentując, że jakakolwiek kontrofensywa na wyspie nie miałaby celu strategicznego bez wystarczającego wsparcia morskiego i powietrznego, które w tamtym czasie było niedostępne dla Japończyków. Gregory Blake napisał, że to ekstremalnie nierówny teren uniemożliwił wielką japońską kontrofensywę.